# Plage
《Plage》是譽田哲也的長篇小說，於2015年發行。

## 主要登場人物
吉村貴生(よしむら たかお)
32岁。本書主角，因為違法使用興奮劑而遭到警方逮捕，因此丟了工作。
小池美羽(こいけ みわ)
有著壯烈過去的女性。
野口彰 (のぐち あきら)
年約四十幾的中年男子，其餘身分不明。
矢部紫織(やべ しおり)
在便當屋打工的女子。
中原通彦 (なかはら みちひこ)
复古服饰 店的店員。
朝田潤子 (あさだ じゅんこ)
合租公寓"Plage"的主人。
加藤友樹 (かとう ともき)
喜愛吉他的男子。
小菅大作 (こすげ だいさく)
貴生的觀護人。
杉井
房地产公司的店長。
松井伸介
老人。

## 电视剧
2017年在 WOWOW播出的夏季連續劇，共5集。主演為星野源。
劇情大綱：在酒醉之下使用違法興奮劑而被逮捕的吉村貴生(星野源 飾)，從此背負前科，並遭原本的公司解雇，但禍不單行，才剛回家的第一天，住所就遭無情的大火燒毀，因有前科關係，找不到願意接受他的住所，因而意外入住餐廳兼合租屋的Plage。本以為可以重回正常人生活的吉村貴生，卻沒想到這才是他人生的另一場挑戰，他到底能不能順利回到原本的生活呢?而在Plage中，其他的住戶又各有甚麼樣的過去和正在面臨的挑戰呢?

### 登場人物

#### 主要人物
- 吉村貴生 - 星野源（香港配音：李安邦）
- 小池美羽 - 仲里依紗（香港配音：梁少霞）
- 野口彰 - 真島秀和（香港配音：蘇強文）
- 矢部紫織 - 中村友理（香港配音：成瑤孆）
- 中原通彥 - 涉川清彥（香港配音：馮錦堂）
- 加藤友樹 - スガ シカオ（香港配音：陳廷軒）
- 朝田潤子 - 石田百合子（香港配音：陸惠玲）

#### 其他
- 宇津井 - 矢柴俊博（香港配音：李錦綸）
- 房屋仲介 - 五頭岳夫（第1集）（香港配音：黃子敬）
- 書道教室老師 - 品川徹（香港配音：盧國權）
- 優里子 - 小松彩夏（第1集）（香港配音：葉曉欣）
- 佐口 - 日向丈（第1-2集）（香港配音：雷霆）
- 坂口希實 - 村井美樹（第2-3集）（香港配音：張頌欣）

### 工作人员
- 原著 誉田哲也《海滩》(幻冬舍)
- 編劇-奥拉光太, 吉田康弘
- 導演- 吉田康弘
- 製作- WOWOW

## 外部連結
- WOWOW連續劇W《PLAGE》官方网站（页面存档备份，存于）
- WOWOW連續劇W《PLAGE》官方instagram